# Barbora Seemanová
Barbora Seemanová (Praga, 1º aprile 2000) è una nuotatrice ceca.

## Carriera
Seemanová partecipa a due edizioni dei Giochi olimpici giovanili, Singapore 2010 e Nanchino 2014, prima di disputare nel 2015 i I Giochi europei dove raggiunge le finali dei 100 m stile libero (4º posto) e dei 200 m stile libero (8º posto). Vince due medaglie d'argento, nei 100 m stile libero e nei 200 m stile libero, agli Europei giovanili di Hódmezővásárhely 2016 e poi, insieme al tiratore Filip Nepejchal, all'età di sedici anni è la più giovane atleta ceca a partecipare alle Olimpiadi di Rio de Janeiro 2016. Ai Giochi olimpici giunge 31ª nei 200 m stile libero e partecipa anche alla staffetta 4x100 m misti dove la Repubblica Ceca viene squalificata durante le batterie. 
Seemanová diventa campionessa europea giovanile nei 50 m stile libero aggiudicandosi il primo posto a Netanya 2017; durante la stessa edizione degli Europei giovanili guadagna inoltre l'argento nei 100m stile libero e il bronzo nei 200 m stile libero. Ai Giochi olimpici giovanili di Buenos Aires 2018 vince due medaglie d'oro nei 50 m stile libero e nei 100 m stile libero, più un bronzo conquistato nei 200 m stile libero.
Negli anni successivi si afferma a livello continentale nei 200 metri stile libero, specialità nella quale conquista un oro europeo in vasca lunga e due argenti europei in vasca corta tra il 2021 ed il 2023. Nel 2024, agli europei di Belgrado, vince due medaglie d'oro (nei 100 metri stile libero - in cui sigla, con il crono di 53"50, anche il nuovo record nazionale - e nei 200 metri stile libero), un argento nei 400 metri stile libero ed una medaglia di bronzo nei 200 metri misti.

## Palmarès
- Europei

Budapest 2020: oro nei 200m sl.
Belgrado 2024: oro nei 100m sl e nei 200m sl, argento nei 400m sl, bronzo nei 200m misti.
- Europei in vasca corta

Kazan 2021: argento nei 200m sl.
Otopeni 2023: argento nei 200m sl.
- Giochi olimpici giovanili

Buenos Aires 2018: oro nei 50m sl e nei 100m sl, bronzo nei 200m sl.
- Europei giovanili

Hódmezővásárhely 2016: argento nei 100m sl e nei 200m sl.
Netanya 2017: oro nei 50m sl, argento nei 100m sl e bronzo nei 200m sl.

## Primati personali
I suoi primati personali in vasca da 50 metri sono:
- 50 m stile libero: 24"67 (2021)
- 100 m stile libero: 53"50 (2024)
- 200 m stile libero: 1'55"45 (2021)
- 400 m stile libero: 4'08"37 (2021)

I suoi primati personali in vasca da 25 metri sono:
- 100 m stile libero: 51"71 (2021)
- 200 m stile libero: 1'53"23 (2021)
- 400 m stile libero: 4'02"09 (2021)

## International Swimming League
| Stagione 2021 |
| ------------- |
| Iron          |